# دوف جليكمان
دوف جليكمان (بالعبرية: דב גליקמן‏) هو مقدم تلفزيوني وممثل إسرائيلي، ولد في 1949.

## وصلات خارجية
- دوف جليكمان على موقع IMDb (الإنجليزية)
- دوف جليكمان على موقع ميوزك برينز (الإنجليزية)
- دوف جليكمان على موقع قاعدة بيانات الفيلم (الإنجليزية)